# Padenia bizonata
Padenia bizonata är en fjärilsart som beskrevs av Rothschild 1912. Padenia bizonata ingår i släktet Padenia och familjen björnspinnare. Inga underarter finns listade i Catalogue of Life.